# Sztosháza
Sztosháza (szlovákul: Stošice) Liptószentmiklós város része, egykor önálló község Szlovákiában, a Zsolnai kerület Liptószentmiklósi járásában.

## Fekvése
A városközponttól 4 km-re keletre, a Vág jobb partján, a Sztosianka-patak mellett fekszik.

## Története
A 18. század végén Vályi András így ír róla: „STÓSZHÁZA. Stoszicza. Tót falu Liptó Várm. földes Urai több Urak, lakosai külömbfélék, fekszik Okolitsnának, ’s Strecsénnek szomszédságában, mellynek filiája; határja középszerű.”
Fényes Elek 1851-ben kiadott geográfiai szótárában így ír a faluról: „Sztoszháza (Sztoszice), tót falu, Liptó vmegyében, 19 kath., 77 evang. lak. F. u. Vitális. Ut. p. Okolicsna.”
1880-ban 58 szlovák anyanyelvű lakta. A 19. század végén egyesült Okolicsnóval Okolicsnó és Sztosháza néven, 1971 óta Liptószentmiklós része.
2019-ben leletmentés során feltárták a középkortól adatolt Podhorany falu 59 telepjelenségét.

## Lásd még
- Okolicsnó és Sztosháza
- Okolicsnó